# Sigizmund Aleksandrovič Levanevskij
Sigizmund Aleksandrovič Levanevskij, in russo Сигизмунд Александрович Леваневский? (San Pietroburgo, 15 marzo 1902 – 13 agosto 1937), è stato un aviatore sovietico di origine polacca.

## Biografia
Nato a San Pietroburgo ai tempi dell'Impero, da una famiglia polacca, il suo nome era Zygmunt Lewoniewski. Suo fratello, Józef Lewoniewski, era un pilota militare polacco e pilota sportivo. Sigizmund prese parte alla Rivoluzione d'ottobre a fianco dei bolscevichi e alla guerra civile in Russia, iniziò il servizio militare nel 1918. Si diplomò alla scuola di aviazione navale di Sebastopoli. 
Nel 1931-1932 è stato a capo delle scuole di formazione di volo dei piloti ucraini.
Il 20 luglio 1933 portò da Anadyr' a Nome il pilota americano James Mattern, che era stato costretto ad atterrare vicino Anadyr' ed era stato tratto in salvo dai ciukci, durante il suo tentativo di volo intorno al mondo.
Nel 1934 prese parte alla spedizione di salvataggio del rompighiaccio Čeljuskin e ottenne in quell'occasione il titolo di Eroe dell'Unione Sovietica, la principale onorificenza attribuita dall'Unione Sovietica (benché non fosse riuscito ad effettuare il volo verso il campo allestito sulla banchisa).

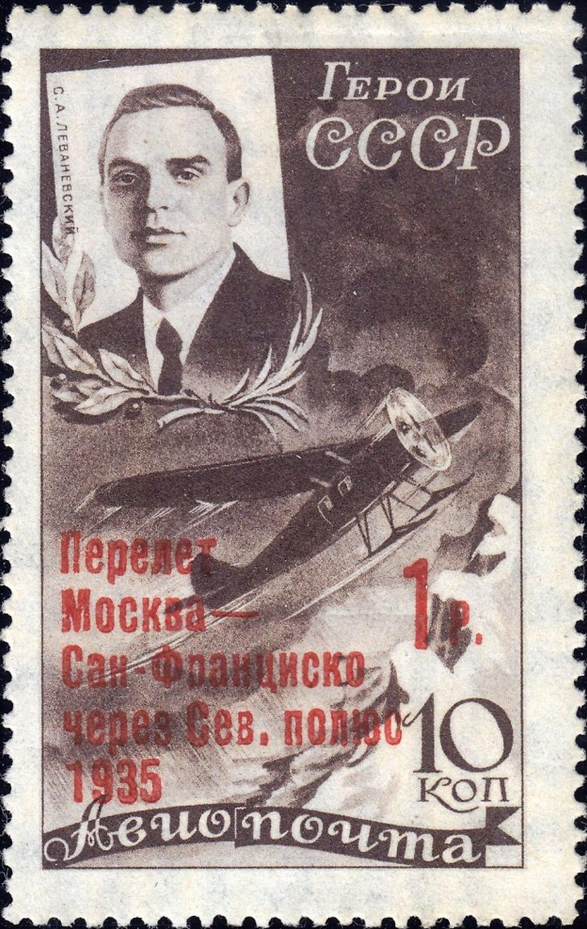
Francobollo dell'URSS del 1935, commemorativo del volo Mosca-S. Francisco via Polo nord.

Nel 1935, Levanevskij tentò il suo primo volo sulla rotta del Polo nord, da Mosca a San Francisco, a bordo di un Tupolev ANT-25, ma non riuscì nell'impresa a causa di problemi al motore. 
Nell'agosto del 1936, assieme a Viktor Levčenko volò da Los Angeles a Mosca su di un aereo anfibio americano. L'aereo fece scalo a Seattle, in Alaska e fece poche fermate in URSS, nel mese di settembre arrivarono a Mosca. Per questo volo Levanevskij fu insignito dell'Ordine della Bandiera rossa del lavoro, e Levčenko dell'Ordine di Lenin. L'11 settembre Otto Schmidt inviò un telegramma agli eroi, dal rompighiaccio Litke dove si trovava, congratulandosi per l'impresa.
(Otto Schmidt)
Il 12 agosto 1937, a bordo di un Bolkhovitinov DB-A, Levanevskij partì da Mosca diretto a Fairbanks in Alaska via Polo nord con altri 5 membri di equipaggio:
- Nikolaj Kastanaev (secondo pilota),
- Viktor Levčenko (navigatore),
- Nikolaj Galkovskij (operatore radio),
- Nikolaj Godovikov (meccanico),
- Grigorij Pobežimov (meccanico)

Il contatto radio con l'aereo fu perso il 13 agosto alle 17:58, ora di Mosca, dopo aver sorvolato il Polo nord. Levanevskij aveva segnalato problemi al motore di destra e cattive condizioni atmosferiche. Dopo la scomparsa del velivolo furono organizzate le ricerche, sia da parte degli URSS che degli Stati Uniti d'America, ma non produssero risultati.
Contemporaneo di Charles Lindbergh, Levanevskij è stato celebrato come un eroe della nuova era dell'aviazione e fu anche chiamato il Lindberg russo.

## Luoghi che portano il suo nome
- Moltissime città della Russia e della ex-URSS hanno strade a lui dedicate.
- Una nave passeggeri sovietica costruita nel 1937.
- Nella città di Sokółka, in Polonia, da cui provenivano i genitori, c'è un monumento dedicato ai due fratelli piloti: Sigizmund e Józef[4].
- Le officine di riparazione aeronautica di Mykolaïv (attualmente NARP) portarono il suo nome fino al 1949.